# ウェストン・マッケニー
- ウェストン・マッケニー
- ウェストン・マケニー[1][2]

ウェストン・ジェームズ・アール・マッケニー（Weston James Earl Mckennie; [məˈkɛnɪ]，1998年8月28日 - ）は、アメリカ合衆国・テキサス州リトル・エルム出身のサッカー選手。セリエA・ユヴェントス所属。アメリカ合衆国代表。ポジションはミッドフィールダー、ディフェンダー。

## 経歴
ワシントン州の米軍基地であるフォート・ルイスにて生まれる。軍人である父親の仕事の関係で6歳のときに渡独しカイザースラウテルンに3年間居住した。
2016年2月にはヴァージニア大学サッカー部でプレーし、同年7月にはFCダラスとホームグロウンプレーヤーとして契約した。翌月から、シャルケ04の下部組織に所属する。

### シャルケ
2017年5月にトップチームに登録されると、同月20日のFCインゴルシュタット04戦でプロデビュー。同年9月にシャルケとの契約を2022年まで延長することに成功するが、2018年1月に膝を負傷し、離脱を余儀なくされた。

### ユヴェントス
2020年8月29日、ユヴェントスFCへ1年間のレンタルで移籍した。レンタル料は450ユーロで、出場試合数により1850万ユーロの買取義務が発生しボーナスは最大で700万ユーロ。マッケニーはユヴェントス初のアメリカ人所属選手となった。背番号は2019-20シーズンで退団したブレーズ・マテュイディが着用していた14番。過去にはディディエ・デシャンやフェルナンド・ジョレンテが着用していた番号でもある。
2021年3月3日、ユヴェントスはマッケニーの買取オプション行使を発表し、完全移籍が決定した。そして、2025年6月までの4年契約を締結することが決定した。
2022-23シーズンから背番号をアーロン・ラムジーの退団に伴い空き番号になっていた8番に変更。8番はアメリカ代表でも着用している番号でもある。

### リーズ
2023年1月30日、リーズ・ユナイテッドFCへ半年間のレンタルで移籍した。レンタル料は120万ユーロで、3300万ユーロの買取オプションが付随する。

## エピソード

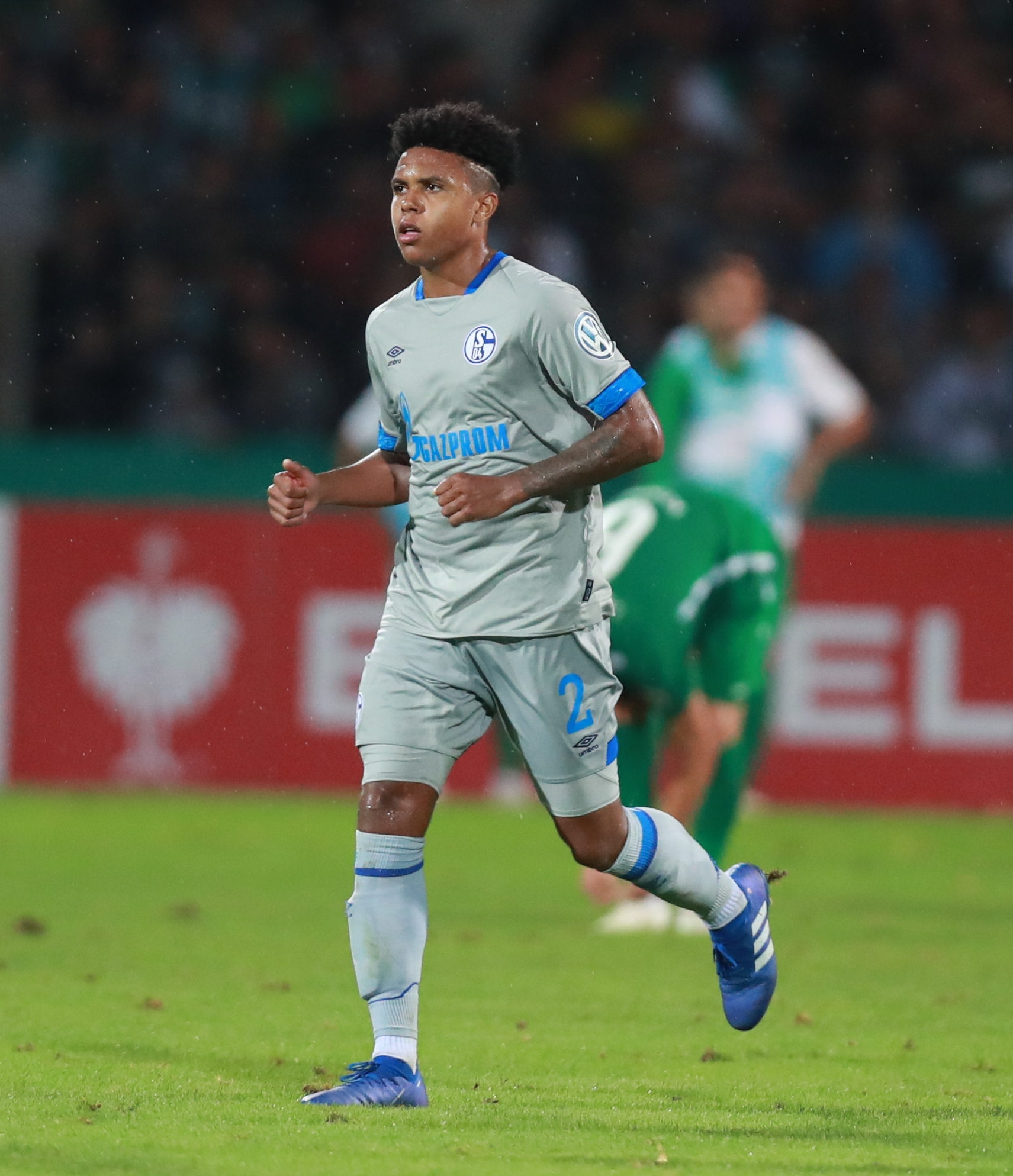
シャルケ04でのマッケニー（2018年）

- ハリー・ポッターシリーズのファンであり、2021年1月24日のボローニャ戦でゴールを決めたときにはセレブレーションとして魔法の杖を振るパフォーマンスを行った[13]。
- 2020年5月25日のジョージ・フロイド事件の後に行われたヴェルダー・ブレーメン戦では、抗議の意思を込めて「Justice for George（ジョージへの正義）」と書かれたアームバンドをつけて出場した[14]。

## 個人成績
| クラブ       | 所属リーグ     | シーズン   | 背番号     | リーグ戦 | リーグ戦 | カップ戦 | カップ戦 | 欧州カップ | 欧州カップ | その他 | その他 | 通算 | 通算 |
| クラブ       | 所属リーグ     | シーズン   | 背番号     | 出場     | 得点     | 出場     | 得点     | 出場       | 得点       | 出場   | 得点   | 出場 | 得点 |
| ------------ | -------------- | ---------- | ---------- | -------- | -------- | -------- | -------- | ---------- | ---------- | ------ | ------ | ---- | ---- |
| シャルケ     | ブンデスリーガ | 2016-17    | 2          | 1        | 0        | 0        | 0        | –          | –          | –      | –      | 1    | 0    |
| シャルケ     | ブンデスリーガ | 2017-18    | 2          | 22       | 0        | 3        | 0        | -          | -          | –      | –      | 25   | 0    |
| シャルケ     | ブンデスリーガ | 2018-19    | 2          | 24       | 1        | 3        | 0        | 6          | 1          | –      | –      | 33   | 2    |
| シャルケ     | ブンデスリーガ | 2019-20    | 2          | 28       | 3        | 4        | 0        | -          | -          | –      | –      | 32   | 3    |
| クラブ通算   | クラブ通算     | クラブ通算 | クラブ通算 | 75       | 4        | 10       | 0        | 6          | 1          | 0      | 0      | 91   | 5    |
| ユヴェントス | セリエA        | 2020-21    | 14         | 34       | 5        | 4        | 0        | 7          | 1          | 1      | 0      | 46   | 6    |
| ユヴェントス | セリエA        | 2021-22    | 14         | 20       | 3        | 1        | 0        | 6          | 0          | 1      | 1      | 28   | 4    |
| クラブ通算   | クラブ通算     | クラブ通算 | クラブ通算 | 54       | 8        | 5        | 0        | 13         | 1          | 2      | 1      | 74   | 11   |

## 代表歴

### 出場大会
- アメリカ代表
  - 2022 FIFAワールドカップ

### 試合数
- 国際Aマッチ 49試合 11得点（2017年-）[15]

| アメリカ代表 | 国際Aマッチ | 国際Aマッチ |
| 年           | 出場        | 得点        |
| ------------ | ----------- | ----------- |
| 2017         | 1           | 1           |
| 2018         | 6           | 0           |
| 2019         | 12          | 5           |
| 2020         | 2           | 0           |
| 2021         | 7           | 2           |
| 2022         | 13          | 1           |
| 2023         | 8           | 2           |
| 2024         |             |             |
| 通算         | 49          | 11          |

## タイトル

### クラブ
ユヴェントス
- コッパ・イタリア：2回 (2020-21, 2023-24)
- スーペルコッパ・イタリアーナ: 2020

### 代表
アメリカ合衆国
- CONCACAFネーションズリーグ: 2019-20, 2022-23, 2023-24